# Монталиве, Жан-Пьер де
Жан-Пьер Башассо́н, граф де Монталиве́ (фр. Jean-Pierre Bachasson, comte de Montalivet; 5 июля 1766, Саргемин — 22 января 1823, Saint-Bouize) — французский государственный деятель.
Был министром внутренних дел при Наполеоне I (1 окт. 1809 — 1 апреля 1814) и руководил постройкой многих сооружений времён Империи, включая Йенский мост в Париже. С 1819 года был членом палаты пэров, в которой выказал себя решительным сторонником конституционной свободы.
Был женат на внебрачной дочери короля Людовика XV — Аделаиде де Сен-Жермен (1769—1850), с которой имел троих детей:
- сын Симон (1799—1823) — военный и пэр Франции;
- сын Камиль (1801—1880) — пэр и министр внутренних дел при Луи-Филиппе;
- дочь Жозефина (1806—1852).